# Hanne Hukkelberg
Hanne Hukkelberg född 17 april 1979 i Kongsberg, Norge, är en norsk musiker. Hon är sångare, artist och kompositör. Hon spelar och sjunger musik i gränsområdet mellan jazz och pop.
Hukkelberg är utbildad vid Norges musikkhøgskole i Oslo. Förutom att sjunga spelar hon slagverk, piano och gitarr.
Hukkelberg mottog för sitt andra album, Rykestraße 68, Spellemannprisen 2006 i den öppna klassen. Hon tilldelades Radka Toneff Minnepris 2013.

## Diskografi
Album
- 2004 – Little Things (Propeller Recordings)
- 2006 – Rykestraße 68 (Propeller Recordings)
- 2009 – Blood From A Stone (Propeller Recordnings)
- 2012 – Featherbrain (Propeller Recordings)
- 2017 – Trust (Propeller Recordings)

EPs
- 2003 – Cast Anchor (Propeller Recordings)

Promosinglar
- 2006 – "Do Not As I Do"  (Leaf)
- 2017 – "IRL" (Propeller Recordings)

Singlar
- 2007 – "A Cheater's Armoury" (Nettwerk/Propeller Recordings)
- 2017 – "Embroidery" (Propeller Recordings)
- 2017 – "The Whip" (Propeller Recordings)[4]